# Mohammed Rabiu
Mohammed Rabiu Alhassan (Accra, 31 december 1989) is een Ghanees voetballer die als middenvelder speelt voor FK Koeban Krasnodar in de Premjer-Liga. In 2011 debuteerde hij in het Ghanees voetbalelftal.

## Clubcarrière
Vanaf 2008 werd hij uitgeleend aan verschillende ploegen in Europa. In 2011 nam het Franse Évian Thonon Gaillard FC hem over van zijn jeugdclub Liberty Professionals FC. In de zomer van 2013 stapte hij over naar het Russische FK Koeban Krasnodar.

## Interlandcarrière
Op 5 september 2011 debuteerde Rabiu voor Ghana in een vriendschappelijke wedstrijd tegen Brazilië (0–1). In mei 2014 maakte bondscoach James Kwesi Appiah bekend hem te zullen selecteren voor het wereldkampioenschap in Brazilië.
| Interlands van Mohammed Rabiu voor Ghana | Interlands van Mohammed Rabiu voor Ghana | Interlands van Mohammed Rabiu voor Ghana | Interlands van Mohammed Rabiu voor Ghana | Interlands van Mohammed Rabiu voor Ghana | Interlands van Mohammed Rabiu voor Ghana |
| №                                        | Datum                                    | Wedstrijd                                | Uitslag                                  | Soort Wedstrijd                          | Doelpunten                               |
| Als speler bij Évian Thonon Gaillard FC  | Als speler bij Évian Thonon Gaillard FC  | Als speler bij Évian Thonon Gaillard FC  | Als speler bij Évian Thonon Gaillard FC  | Als speler bij Évian Thonon Gaillard FC  | Als speler bij Évian Thonon Gaillard FC  |
| ---------------------------------------- | ---------------------------------------- | ---------------------------------------- | ---------------------------------------- | ---------------------------------------- | ---------------------------------------- |
| 1.                                       | 5 september 2011                         | Brazilië – Ghana                         | 1 – 0                                    | Vriendschappelijk                        | 0                                        |
| 2.                                       | 13 oktober 2012                          | Malawi – Ghana                           | 0 – 1                                    | Kwalificatie Africa Cup                  | 0                                        |
| 3.                                       | 10 januari 2013                          | Ghana – Egypte                           | 3 – 0                                    | Vriendschappelijk                        | 0                                        |
| 4.                                       | 13 januari 2013                          | Ghana – Tunesië                          | 4 – 2                                    | Vriendschappelijk                        | 0                                        |
| 5.                                       | 20 januari 2013                          | Ghana – Congo-Kinshasa                   | 2 – 2                                    | Africa Cup                               | 0                                        |
| 6.                                       | 24 januari 2013                          | Ghana – Mali                             | 1 – 0                                    | Africa Cup                               | 0                                        |
| 7.                                       | 28 januari 2013                          | Niger – Ghana                            | 0 – 3                                    | Africa Cup                               | 0                                        |
| 8.                                       | 2 februari 2013                          | Ghana – Kaapverdië                       | 2 – 0                                    | Africa Cup                               | 0                                        |
| 9.                                       | 6 februari 2013                          | Burkina Faso – Ghana                     | 1 – 1                                    | Africa Cup                               | 0                                        |
| 10.                                      | 24 maart 2013                            | Ghana – Soedan                           | 4 – 0                                    | WK Kwalificatie                          | 0                                        |
| 11.                                      | 7 juni 2013                              | Soedan – Ghana                           | 1 – 3                                    | WK Kwalificatie                          | 0                                        |
| 12.                                      | 16 juni 2013                             | Lesotho – Ghana                          | 0 – 2                                    | WK Kwalificatie                          | 0                                        |
| Als speler bij FK Koeban Krasnodar       |                                          |                                          |                                          |                                          |                                          |
| 13.                                      | 14 augustus 2013                         | Turkije – Ghana                          | 2 – 2                                    | Vriendschappelijk                        | 0                                        |
| 14.                                      | 6 september 2013                         | Ghana – Zambia                           | 2 – 1                                    | WK Kwalificatie                          | 0                                        |
| 15.                                      | 10 september 2013                        | Japan – Ghana                            | 3 – 1                                    | Vriendschappelijk                        | 0                                        |